# ヴィルヘルム・ブルクドルフ
ヴィルヘルム・ブルクドルフ（Wilhelm Burgdorf, 1895年2月14日 - 1945年5月2日）は、ドイツの軍人。陸軍大将。第一次世界大戦に従軍し、第二次世界大戦では陸軍人事局長、総統アドルフ・ヒトラーの副官長を務めた。1945年5月2日に陸軍参謀総長のハンス・クレープス大将と共に、総統地下壕に留まり自決。

## 来歴

### 第二次世界大戦

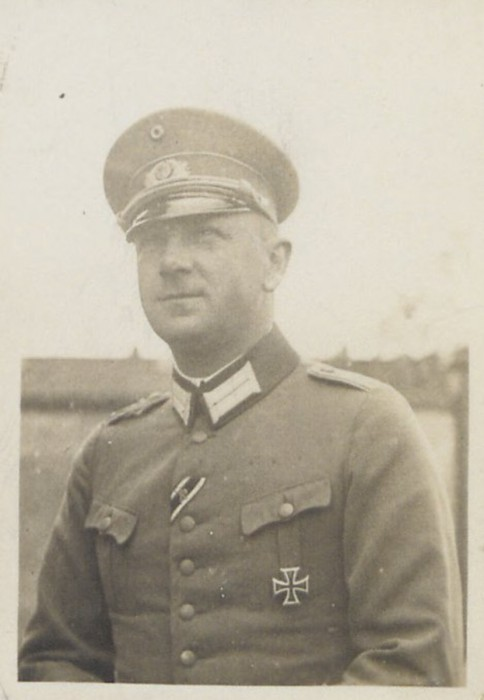
ワイマール共和国時代のブルクドルフ

第一次世界大戦勃発後の1914 年8 月3日に士官候補生としてドイツ陸軍第12擲弾兵連隊に配属され、1915年に少尉に昇進。フュージリアー大隊の副官を務め、その後連隊副官に昇進した 。戦間期は主に副官として務め、1925年に中尉に昇進し、1930年に大尉に昇進する。1935年に陸軍士官学校の戦術教官を務め、1937年にヒトラーの信任を得て第9軍団副官に任命される。1938年に中佐に昇進し、1940年5月から1942年の4月まで第529歩兵連隊長を務め独ソ戦にも従軍、騎士十字章を授与される。同月にドイツ陸軍人事局第2部長に任命され、10月に少将に昇進し人事局次長に任命される。
ブルクドルフは忠実にヒトラーに仕え、7月20日事件ではエルンスト・マイゼルと共に、容疑者として疑われたエルヴィン・ロンメル元帥に自殺を強要する使者として派遣された。ロンメルは家族の安全を保証させて自殺を承諾し、二人から受け取った毒を飲んで自殺した。国防軍最高司令部総長ヴィルヘルム・カイテル元帥の証言によると、これは国民の人気が高いロンメルを人民法廷で見世物にすることで国民の士気が下がることを危惧しての処置だったという。
1944年10月には、7月20日事件での怪我が元でルドルフ・シュムントが死去すると、その後任として陸軍人事局長と総統副官の副官長に任命され、11月には中将に昇進した。

### ベルリン市街戦
1945年4月24日に総統地下壕で行われた作戦会議ではヒトラーに対し、フェリックス・シュタイナーの進撃を断念するように言ったが断られた。また、ソ連軍と単独で降伏交渉を行なおうとしたハンス・フリッチェを「総統の命令に違反した」として国民啓蒙・宣伝省まで押しかけ、フリッチェに向けて銃を発砲しようとしたが未遂に終わっている。
4月28日にハインリヒ・ヒムラーが連合国と独断で和平交渉を行うとしていたことが発覚し、ヒトラーはヒムラーの側近であるヘルマン・フェーゲラインを裁くため、ブルクドルフ、ハンス・クレープス、ヨハン・ラッテンフーバー、ヴィルヘルム・モーンケを臨時軍事法廷の判事に任命した。しかし、フェーゲラインは泥酔状態で泣き喚き嘔吐するなどしたため、モーンケの主張を受けて裁判は中止され、フェーゲラインはラッテンフーバーに引き渡された。その後、フェーゲラインはペーター・ヘーグルにより処刑された。
4月29日、ヒトラーの政治的遺書の立会人として、クレープス、ヨーゼフ・ゲッベルス、マルティン・ボルマンと共に署名した。ヒトラーの自殺後、地下壕からは脱出者が相次いだが、ブルクドルフは地下壕に残り、5月2日に地下壕の倉庫でクレープスと共に自決した。二人の遺体は地下壕に突入したソ連軍により発見された。　

## 人物
ユンカー出身ではなく、最後までヒトラーとナチズムに忠実な将軍であり、自らもそれを誇りにしていた。しかし、地下壕で最後の日々を送る中、ナチ党官房長のボルマンに向かって「若き将兵は総統と国家のために死んだのか?いや、あなたのためにだ」と今までの鬱積した感情を爆発させ、特に私腹を肥やすナチス幹部の腐敗を非難した。酒乱癖が激しかったらしく、総統地下壕でも暇を見ては酒を飲んで酔い潰れていたという。

## 登場作品
『ヒトラー 〜最期の12日間〜』（ドイツ映画、2004年） - ユストゥス・フォン・ドホナーニが演じた。劇中に上述の酒に酔った彼の姿も散見され、激高するヒトラーに唯一堂々と言い返すなど気性の激しい描写も存在した。上述のボルマンを批判するシーンも撮影されており、映画本編では使われなかったもののメイキング映像として収録されている。